# Classe Maersk tripla E
La classe Maersk tripla E o classe EEE (sigla che sta per Economia di scala - Efficienza energetica - Ecocompatibilità) è costituita da venti navi portacontenitori gemelle, costruite dai cantieri Daewoo tra il 2013 e il 2015 per la compagnia danese Maersk Line. All'entrata in servizio della sua unità capoclasse, la Mærsk Mc-Kinney Møller, nel giugno 2013, erano le più grandi portacontainer mai costruite.

## Caratteristiche
Con una capacità di 18270 TEU, al momento dell'entrata in servizio della capoclasse Maersck Mc-Kinney Møller le portacontainer della classe tripla E erano le più grandi navi di questo tipo mai costruite. Furono in seguito superate dalla CSCL Globe, entrata in servizio nel novembre 2014 e con una capacità di trasporto di 19100 TEU.
Lunghe 400 metri, sono tra le navi più lunghe mai costruite, superate solo da alcune petroliere costruite nella seconda metà degli anni '70 (la Seawise Giant e le petroliere delle classi Batillus ed Esso Atlantic). Sono spinte da due motori MAN a due tempi lenti (80 giri al minuto) e possono raggiungere una velocità massima di 23 nodi, due in meno rispetto alle precedenti navi della classe E. Questa riduzione di velocità ha portato a una riduzione del 25% circa della potenza installata.

## Navi della classe

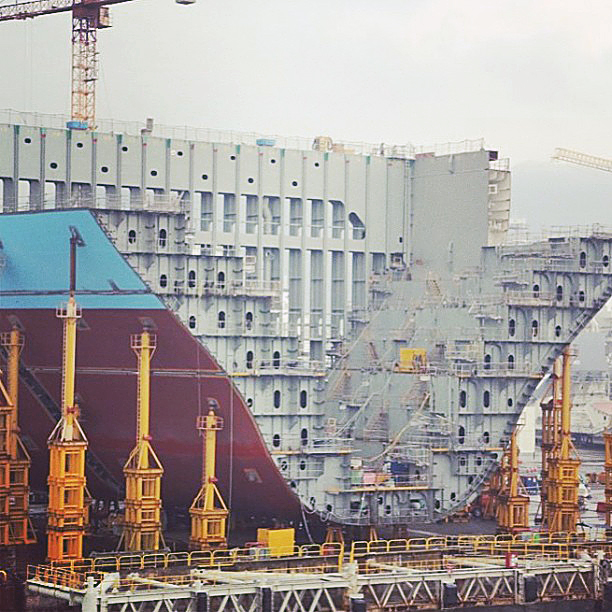
Sezione di una EEE in costruzione.

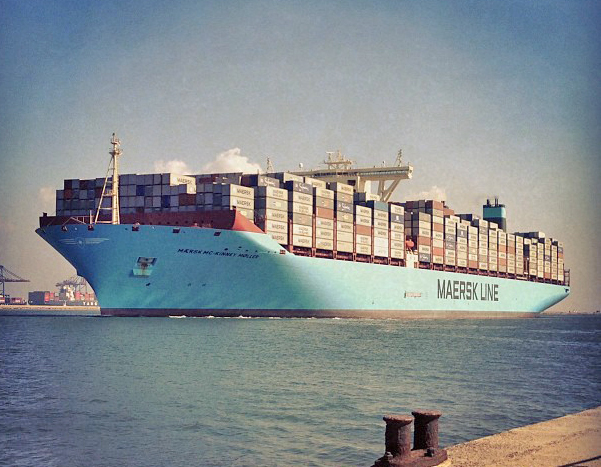
Mærsk Mc-Kinney Møller, mentre attraversa il Canale di Suez.

| classe Maersk EEE                      | classe Maersk EEE      | classe Maersk EEE     | classe Maersk EEE | classe Maersk EEE | classe Maersk EEE |
| Nr.                                    | Nome della nave        | Numero di costruzione | Numero IMO        | Consegna          | Status            |
| -------------------------------------- | ---------------------- | --------------------- | ----------------- | ----------------- | ----------------- |
| 1                                      | Mærsk Mc-Kinney Møller | 4250                  | 9619907           | luglio 2013       | in servizio       |
| 2                                      | Majestic Mærsk         | 4251                  | 9619919           | luglio 2013       | in servizio       |
| 3                                      | Mary Mærsk             | 4252                  | 9619921           | agosto 2013       | in servizio       |
| 4                                      | Marie Mærsk            | 4253                  | 9619933           | settembre 2013    | in servizio       |
| 5                                      | Madison Mærsk          | 4254                  | 9619945           | ottobre 2013      | in servizio       |
| 6                                      | Magleby Mærsk          | 4255                  | 9619957           | novembre 2013     | in servizio       |
| 7                                      | Maribo Mærsk           | 4256                  | 9619969           | gennaio 2014      | in servizio       |
| 8                                      | Marstal Mærsk          | 4257                  | 9619971           | aprile 2014       | in servizio       |
| 9                                      | Matz Mærsk             | 4258                  | 9619983           | giugno 2014       | in servizio       |
| 10                                     | Mayview Mærsk          | 4259                  | 9619995           | giugno 2014       | in servizio       |
| 11                                     | Merete Mærsk           | 4262                  | 9632064           | agosto 2014       | in servizio       |
| 12                                     | Mogens Mærsk           | 4263                  | 9632090           | settembre 2014    | in servizio       |
| 13                                     | Morten Mærsk           | 4264                  | 9632105           | ottobre 2014      | in servizio       |
| 14                                     | Munkebo Mærsk          | 4265                  | 9632117           | gennaio 2015      | in servizio       |
| 15                                     | Maren Mærsk            | 4266                  | 9632129           | marzo 2015        | in servizio       |
| 16                                     | Margrethe Mærsk        | 4267                  | 9632131           | aprile 2015       | in servizio       |
| 17                                     | Marchen Mærsk          | 4268                  | 9632143           | maggio 2015       | in servizio       |
| 18                                     | Mette Mærsk            | 4269                  | 9632155           | maggio 2015       | in servizio       |
| 19                                     | Marit Mærsk            | 4270                  | 9632167           | giugno 2015       | in servizio       |
| 20                                     | Mathilde Mærsk         | 4271                  | 9632179           | giugno 2015       | in servizio       |
| Maersk Triple E Class (2ª generazione) |                        |                       |                   |                   |                   |

## Servizio
Le navi della Classe tripla E operano sulla linea collegante Pusan, Gwangyang, Shanghai, Ningpo, Xiamen, Hong Kong, Yantian, Singapore, Tanjung Pelepas, Algeciras, Rotterdam, Bremerhaven e Felixstowe.